# Lertha escalerai
Lertha escalerai is een insect uit de familie van de Nemopteridae, die tot de orde netvleugeligen (Neuroptera) behoort. 
Lertha escalerai is voor het eerst wetenschappelijk beschreven door Navás in 1913.